# Uno, Dos, Tres 1.2.3
Uno, Dos, Tres 1.2.3 è un album di Willie Bobo, pubblicato dalla Verve Records nel 1966. Il disco fu registrato a New York City. Nel 2004 la Verve Records pubblicò un CD che conteneva due album di Willie, Spanish Grease (del 1965) e appunto Uno, Dos, Tres 1-2-3.

## Tracce
Lato A
1. Boogaloo in Room 802 – 2:35 (Jon Hart, Melvin Lastie) – Registrato il 26 aprile 1966 a New York
2. Come a Little Bit Closer – 2:28 (Tommy Boyce, Wes Farrell, Bobby Hart) – Registrato il 25 aprile 1966 a New York
3. Goin' Out of My Head – 3:26 (Teddy Randazzo, Bob Weinstein) – Registrato il 26 aprile 1966 a New York
4. I Remeber Clifford – 2:04 (Benny Golson) – Registrato il 26 aprile 1966 a New York
5. Rescue Me – 3:08 (Raynard Miner, Carl Smith) – Registrato il 25 aprile 1966 a New York
6. Michelle – 3:16 (John Lennon, Paul McCartney) – Registrato il 25 aprile 1966 a New York

Lato B
1. No Matter What Shape (Your Stomach's in) – 2:43 (Granville Burland) – Registrato il 25 aprile 1966 a New York
2. Fried Neck Bones and Some Home Fries – 3:01 (Willie Bobo, Melvin Lastie) – Registrato il 26 gennaio 1966 a New York
3. Old Man River – 3:11 (Oscar Hammerstein II, Jerome Kern) – Registrato il 26 aprile 1966 a New York
4. 1-2-3 (Uno, Dos, Tres) – 2:38 (L. Borisoff, L. Dozier, B. Holland, E. Holland, J. Madera, D. White Tricker) – Registrato il 26 gennaio 1966 a New York
5. Night Song – 2:43 (Lee Adams, Charles Strouse) – Registrato il 26 aprile 1966 a New York
6. The Breeze and I – 3:16 (Ernesto Lecuona, Al Stillman) – Registrato il 26 aprile 1966 a New York

## Musicisti
- Willie Bobo - timbales
- Melvin Lastie - cornet
- Bobby Brown - sassofono alto, sassofono tenore
- Sonny Henry - chitarra
- John Hart - contrabbasso
- Bobby Rodriguez - contrabbasso
- Carlos "Patato" Valdes - congas
- Osvaldo Martínez - bongos, güiro
- José Mangual - percussioni
- Victor Pantoja - percussioni